# Holocaust
Holocaust er betegnelsen for de folkemord det Nazistiske regime udførte i årene 1933 til 1945, hvor der blandt andre døde omkring 6 millioner jøder.
Nationalsocialisterne gav udryddelsen navnet die Endlösung (= endelig løsning), dvs. løsningen på det "jødeproblem", som bl.a. Hitler beskrev i sin bog Mein Kampf (1924). I Vesttyskland blev "holocaust" kåret til "årets ord" i 1979 efter fjernsynsserien af samme navn. I 1986 kom det med i tyske retskrivningsordbøger.
Generelplan Ost (Generalplan Øst) var en strategisk tysk plan for udrensningen og koloniseringen af de landområder tyskerne havde erobret i Østeuropa. Ifølge planen skulle op til 60% af den Østeuropæiske befolkning udryddes for at gøre Lebensraum (tysk for råderum for livsudfoldelse; biotop, levested; livsrum). Der levede ifølge en sovjetisk folketælling 162 millioner mennesker i Sovjetunionen i år 1937.
Ordet er engelsk (af græsk holókaustos, hólos = fuldstændigt og kaustós = brændt) og er også kendt som Shoah (hebraisk: השואה, HaShoah, "katastrofe"; yiddish: חורבן, Churben eller Hurban, fra det hebraiske ord for "udryddelse") og svensk förintelsen (tilintetgørelsen, udryddelsen).
Betegnelsen bruges også om undertrykkelse og udryddelse af andre folkegrupper som sintier og romaer, samt uønskede, Unerwünschte som homoseksuelle, Jehovas vidner, politiske modstandere og udviklingshæmmede. Under krigen kom sovjetiske, polske og andre krigsfanger til. Ca. 6 millioner var ofre for nazisternes udryddelsesstrategi i alle koncentrations- og udryddelseslejre.
Jødeforfølgelserne begyndte med særlove, der indskrænkede borgerrettigheder. Senere anvendtes internering og tvangsarbejde. Det kulminerede i deciderede udryddelseslejre som i Aktion Reinhard. SS-lejrsystemet strakte sig fra Frankrig og Norge til Grækenland og Kaukasus.
I 2009 blev der i Wien oprettet et institut til holocauststudier, Wiens Wiesenthal Institut for Holocaust Studier (VWI).

## Holocausts rødder i den tyske antisemitisme

### Antisemitismen før nationalsocialisternes magtovertagelse 1933
Antisemitisme er ikke specifikt tysk og fandtes længe inden Hitler. Den var hovedsagelig religiøst og politisk funderet, så en til kristendommen omvendt jøde kunne undgå diskriminering og forfølgelse. I begyndelsen af 1900-tallet vandt den pseudovidenskabelige racelære, vulgærdarwinisme, fodfæste i mange lande. På den baggrund blev jøder, romaer, slaver og andre "ikke-ariske racer" fremstillet som "undermennesker". Jøder kunne nu ikke undslippe antisemitisme ved konvertering til kristendommen; fx var Edith Stein og hendes søster Rosa katolikker, men blev gasset i Auschwitz for at være jøder. Ifølge nazistisk historieskrivning drejede al historie sig om kamp mellem racerne.

### Antisemitismen og nationalsocialisternes chikane 1933-1939
Allerede 1. april 1933 – en uge efter den nationalsocialistiske magtovertagelse 24. marts – kunne de tyske jøder mærke de nye tider. Joseph Goebbels opfordrede tyskere til at boykotte jødiske forretninger, og den nationalsocialistiske kamporganisation Sturmabteilung (SA) ødelagde jødiske forretninger og overfaldt indehaverne. En måned senere – den 10. maj 1933 – stormede tusinder af studenter og professorer biblioteker og boghandler over hele landet for at fjerne bøger skrevet af ikke-ariere og bøger i konflikt med den nationalsocialistiske idé. Kampagnen var startet af studenterforeningen Deutsche Studenterschaft og endte i 30 byer med offentlige afbrændinger af store mængder bøger af pacifistiske, marxistiske og jødiske forfattere.
Flere nationalsocialistisk styrede regioner vedtog uafhængigt af den nationalsocialistiske ledelse skærpede regler for jøder. Ofte måtte ledelsen dæmpe nogle regionale enheders reformiver. Reglerne udviklede sig efterhånden til ren apartheid: jøder måtte ikke benytte de samme bænke, toiletter, gader, busser som de "ariske" tyskere.
Nürnberglovene fra september 1935 definerede jøderacen: religiøse jøder var pr. definition racemæssige jøder. Ægteskab mellem jøder og ikke-jøder blev forbudt, for at holde det germanske blod "rent". Den største konsekvens var, at jøder mistede deres rettigheder som tyske statsborgere. De var andenrangsborgere og kunne ikke gøre krav på samme behandling som "ariske" tyskere. For de jøder, der havde kæmpet for Tyskland i første verdenskrig, var det fuldstændig uforståeligt. Nogle assimilerede jøder, der følte sig som tyskere, og hvis slægt havde boet i Tyskland i generationer, blev som modreaktion interesseret i at betone deres jødedom og zionisme; andre håbede, at det hele ville drive over.

### Krystalnatten, november 1938
Rigskrystalnatten 9. november 1938 var for mange jøder et afgørende vendepunkt, da tyske synagoger blev raseret og brændt, og 91 jøder myrdet. 30.000 jøder blev anholdt, og jøder fik forbud mod at drive forretning. Som konsekvens af den stigende chikane, Nürnberglovene og Krystalnatten udvandrede omkring 170.000 – 1/3 af de tyske jøder i 1938.
Der var i nabolandene ikke megen vilje til at tage imod de flygtende og forfulgte jøder. Den danske regering afviste ved flere lejligheder at give flygtningene asyl. Mange jøder ville flygte, men kunne ikke.

### Nationalsocialistisk propaganda
En vigtig del af holocaust var den propaganda, Nazi-Tyskland iværksatte for at overbevise den tyske befolkning om jødernes urenhed. Jøderne blev fremstillet som uærlige, listige, ækle, langnæsede, profitorienterede snydere, der intet kendte til kardinaldyderne om troskab og loyalitet som nazisterne i deres propaganda udlagde som særligt tyske. De genoptrykte Zions Vises Protokoller blev anvendt i den store konspirationsteori. Film og blade som der Stürmer portrætterede jøder som onde, der udelukkende pønsede på at falde det tyske folk i ryggen.

## Oprettelsen af koncentrationslejre – optakt til holocaust

### De første koncentrationslejre 1933-1938
Allerede i marts 1933, før Hitler vandt det afgørende valg senere på måneden, fik han oprettet koncentrationslejre rundt om i landet til sine politiske modstandere, der var anholdt efter Rigsdagsbranden sidst i februar. En af de første lejre, Dachau ved München, blev hurtigt fyldt med kommunister, og efter Socialdemokratiets ulovliggørelse også socialdemokrater. Meget hurtigt blev lejrene også fyldt med "uønskede", der var til fare for det germanske blod og det germanske folk. Først i pakhuse eller kældre, men meget snart i et system af koncentrationslejre over hele Tyskland.
Til 1938 var koncentrationslejrene hovedsagelig brugt til politiske modstandere, homoseksuelle og udviklingshæmmede, men efter Rigskrystalnatten (tysk: Reichskristallnacht) den 9./10. november blev 30.000 prominente jøder, rabbinere, tidligere politikere og intellektuelle også fængslet.

### Folkemord som "utysk og umuligt"
Holocaust bestod af to dele: skydning og gasning, og vejen mod det industrielle mord-maskineri var yderst ujævn. Frem til invasionen af Polen håbede nazisterne at tvinge tyske, østrigske og tjekkiske jøder til emigration ved chikane og beslaglæggelse af ejendom. Men da anden verdenskrig var en realitet, blev emigration vanskeligere. Og med erobringen af Polen sad Tyskland pludselig med yderligere 1,7 millioner jøder inden for rigsgrænsen. Ved invasionen af Frankrig i maj 1940 skrev Himmler til Hitler: "Nogle betragtninger om behandling af fremmede folkegrupper i Øst". Han forslog en germanisering af den "racemæssigt værdifulde" del af den polske befolkning, mens resten kunne tjene som slavearbejdere. Videre: "Jeg håber, helt at blive af med begrebet "jøder" gennem muligheden for en omfattende emigration til en koloni i Afrika eller andre steder." I Himmlers øjne var på det tidspunkt folkemord ("bolsjevikkernes metode for fysisk udslettelse") noget "utysk og umuligt". Han håbede at få sendte Europas jøder til Madagaskar, mens Adolf Eichmann anså Palestina for en mulighed, skønt det var et britisk protektorat. Himmlers højre hånd, Reinhard Heydrich, anså også de 3,75 millioner jøder på tysk område som et problem, man skulle løse ved emigration, dvs. "en territoriel løsning".

### Ghettoer, sterilisation og skydning
Polske jøder blev samlet i ghettoer. I maj 1941, da de polske ghettoer var overfyldt, overvejede tyskerne massesterilisationer. Dernæst, som en del af Hitlers Barbarossa-plan, gik den nazistiske ledelse ind for et forslag om at tvangsflytte Europas jøder langt ind i Sovjetunionen sammen med 31 millioner slaver, straks sejren var sikret. I mellemtiden måtte der sørges for ro og orden i de erobrede områder i øst; og det, skal Hitler have sagt til Alfred Rosenberg, "opnås bedst ved at skyde og dræbe enhver, som så meget som ser skævt til os." Bag østfronten drog Einsatzgruppen hærgende frem og dræbte jøder, intellektuelle og modstandsfolk.
Wehrmachts ledere kom ikke med indvendinger, og nogle af dem stillede sig åbent bag en Vernichtungskrieg (= tilintetgørelseskrig). Hver af de tre tyske armégrupper blev tæt fulgt af en indsatsgruppe, med instruks fra Heydrich om at opmuntre lokalbefolkningen til "selvrensende tiltag", dvs. at østeuropæerne selv skulle dræbe jøder og kommunister; disse lokale drabsbrigader blev aldrig officielt godkendt fra tysk side. Walther von Brauchitsch indledte et tæt samarbejde med Heydrich, så den tyske hær forsynede SS med personale til drabsaktioner, for at forhindre, at de øverste officerer ved hærens kommandocentre bagefter skulle kunne påstå, at de var uvidende om massakrerne. Som Heydrich havde forudset, blev mange af de første massakrer udført af ukrainske og litauiske antisemitter. I det vestlige Ukraine dræbte de 24.000 jøder; i Kaunas 3.800. Jøderne blev samlet og chikaneret; rabbinernes skæg revet af eller antændt, inden de blev slået ihjel til ivrige tilråb, også med tyske soldater som tilskuere. En tysk bortforklaring var, at det drejede sig om hævn for massakrer foretaget af NKVD inden den tyske fremrykning. I august 1941 påstod en brigade at have dræbt 200 russere i kamp; dertil 13.788 civile, de fleste jøder beskrevet som "plyndrere". Himmler gav sit SS-kavaleri ordre til at henrette alle mandlige jøder og jage jødinderne ud i Pripjat-sumpene. Sommeren 1941 forelå der endnu ingen ordre om at dræbe jødiske kvinder.
Jøderne måtte selv grave massegravene. Derefter blev de tvunget til at klæde sig af; delvis fordi tøjet skulle til genbrug, delvis for at afdække, om de havde penge eller andet af værdi på sig. De blev tvunget til at knæle ved kanten af graven, så nakkeskud fik dem til at tumle ned i den. SS og politi foretrak dog ofte, at jøderne skulle lægge sig på bunden af graven for at blive skudt dernede med maskinpistol. De næste ofre skulle så lægge sig ovenpå de døde, med fødderne vendt den anden vej, "sardin-metoden". Der kendes også tilfælde, hvor jøderne blev drevet ind i en synagoge, som blev antændt. Den oprindelige målgruppe for myrderierne, "jøder ansat i parti eller stat" blev udvidet til at omfatte alle mandlige jøder i arbejdsdygtig alder; så til alle mandlige jøder uanset alder. Jødinder blev i første række dræbt af lokalbefolkningen; antisemitismen var vokset kraftigt i Ukraine efter den store hungersnød, hvor sovjetiske agenter gav jøderne skylden for madmangelen. Ukrainske frivillige bevogtede også tyskernes russiske krigsfanger. Til trods for Hitlers advarsel mod at bevæbne slavere, fik tyskerne sommeren 1941 hjælp af 26 bataljoner med lokalt rekrutteret politi, der mest var motiveret af muligheden for at kunne plyndre ofrene. Wehrmacht-soldater fik forbud mod at deltage i eller overvære massakrerne, men et voksende antal mødte alligevel frem for at se og fotografere drabene. Yngre Wehrmacht-officerer udviste i mindre grad end de ældre modvilje mod at dræbe jødiske børn. General Heinrich Eberbach syntes drab på jødiske kvinder og børn var at gå for langt; men hans søn svarede: "Hvilken nytte har jeg af at dræbe de gamle?" 
Tragisk nok medførte Molotov-Ribbentrop-pagten, at sovjetiske medier aldrig omtalte Hitlers antisemitisme. Så da Kievs jøder i september 1941 fik ordre om at melde sig til "forflytning", meldte 33.771 sig. Det tog SS tre dage at dræbe dem alle i Babij Jar i byens udkant. Ungarske tropper tilknyttet Armégruppe Syd under Gerd von Rundstedt deltog ikke i massakrer, mens rumænerne begik frygtelige forbrydelser mod den jødiske befolkning i Odessa, hvor 35.000 blev dræbt. Tyske officerer klagede over rumænernes forfærdende brutalitet. 1,5 million sovjetiske jøder anslås at have undgået Einsatzgruppen. Men det faktum at hovedmængden af sovjetiske jøder befandt sig i de vestlige områder, gjorde dem udsat. I slutningen af 1942 havde antallet af jøder dræbt af SS og Ordningspolizei, antipartisangrupper og Wehrmacht sandsynligvis oversteget 1,35 millioner.

### T4 og udryddelseslejrene
Efter invasionen i Polen blev tyske patienter i Pommern skudt, så to sindssygehuse kunne tømmes og tages i brug som kaserner for Waffen-SS. I slutningen af november 1939 brugtes gaskamre med kulos, og Himmler observerede et sådant drab i december. Tidligt i 1940 eksperimenterede man med forseglede lastbiler som mobile gaskamre. Systemet blev kaldt T4, en forkortelse for Tiergartenstraße 4 i Berlin, hvor hovedkontoret lå. Mindst 70.000 udviklingshæmmede og kronisk syge tyskere, både voksne og børn, blev dræbt i gaskamre frem til august 1941, da Hitler beordrede programmet standset. Mange ofre havde kun været tungnemme. Pårørende fik besked om, at de var døde af lungebetændelse. Det enorme antal ofre og de meget lidt overbevisende dødsattester afslørede T4-skandalen, der fordømtes af kirkens mænd; men det var personale fra T4, som blev rekrutteret til dødslejrene i det østlige Polen i 1942. T4 var skitsen til Endlösung og dannede også grundlag for idealet om det genetisk rene samfund.
Hele sommeren 1941 havde Heydrich ærgret sig over det tilfældige rod, der prægede løsningen af "jødespørgsmålet". Han var også imod oprettelsen af ghettoer, som ville være "skjulesteder for kriminelle og epidemier."  31. juli 1941 signerede Göring et dokument, der bad Heydrich om at finde en løsning "ved hjælp af emigration eller evakuering" og pålagde ham at foretage "alle nødvendige forberedelser for en endelig løsning af jødespørgsmålet". Noget senere fortalte Heydrich Adolf Eichmann, at Himmler havde fået en direkte instruks fra Hitler om "den fysiske tilintetgørelse af jøderne".
Fra august 1941 var folkemord normen, og massedrab på jødiske kvinder og børn begyndte. 25. august 1941 overværede Himmler første gang en massakre på 100 jøder ved Minsk, men magtede ikke at se på. Bagefter holdt han en tale for drabsmændene, hvor han retfærdiggjorde massakren som bekæmpelsen af lus og rotter. Samme dag diskuterede han alternativer til skydning med Arthur Nebe  og Erich von dem Bach-Zelewski. Nebe foreslog forsøg med sprængstof som drabsmetode; men eksperimentet blev et forfærdeligt fejltrin. Næste forsøg gjaldt gaslastbilerne, som dræbte med kulos. Himmler var på udkig efter en metode, der skånede bødlerne. Deres psykiske velfærd bekymrede ham, og han bad hæren om at organisere alsang om aftnerne; men de fleste af drabsmændene foretrak at drikke sig til glemsel. Voldsomheden i jødedrabene faldt sammen med Wehrmachts tiltagende brutalitet mod og drab på sovjetiske krigsfanger. Arthur Greiser pressede på for at blive af med 35.000 polakker med tuberkulose. 3. september 1941 i Auschwitz benyttede man første gang insektmidlet Zyklon B fra IG Farben til drab på sovjetiske og polske fanger. Jøder blev derimod skudt ved ankomst til lejren. Det første massedrab på jøder udenfor polsk og sovjetisk område fandt sted i Serbien i oktober 1941, da omkring 2.100 jøder og sigøjnere blev skudt som gengældelse for drab på 21 tyske soldater, udført af kommunistiske partisaner under ledelse af Tito.
Presset fra Tyskland og besatte vestlige områder om at få jøderne sendt østpå øgedes. Allerede i maj 1941 havde SS beordret politiet i Paris til at pågribe franske og udenlandske jøder. 18. september 1941 skrev Himmler, at ghettoerne østpå fungere som "opbevaringslejre". Mere end 1,5 million jøder var allerede omkommet af sult og sygdom i polske ghettoer; men det gik altså ikke stærkt nok. Det fremgik af diskussionen, at alle jøder skulle samles i koncentrationslejre. Samtidig var der juridiske problemer: Hvad med jøder med udenlandsk pas; jøder gift med "ariere"; og hvad med halvjøder? 12. december 1941 skrev Goebbels i sin dagbog: "Føreren er indstillet på at gøre rent bord... Verdenskrigen er over os, og ødelæggelsen af jøderne må blive den uundgåelige konsekvens." Men under slaget om Moskva stod det i januar 1942 klart, at det ikke var muligt at blive af med "uønskede" ved at forvise dem til Sibirien. Til trods for sine rasende udfald mod jøder veg Hitler tilbage for at høre om massakrer og anden vold; og han var heller ikke til stede ved Wannsee-konferencen 20. januar 1942, hvor mødereferaterne om jødernes endelige skæbne med eufemismerne "evakuering" og "forflytning". Muligheden for "territoriel løsning" var helt forladt, og for første gang mærkes panik for at gå glip af den mulighed for etnisk udrensning, krigen i øst havde åbnet.

## Dødslejrene
Der fandtes intet budget for jødeudryddelsen. Gestapo betalte beslaglagt jødisk formue. De tyske jernbaner, Reichsbahn, var med sine 1,4 millioner ansatte Tysklands næststørste organisation (efter Wehrmacht), og tjente godt på at sende jøder i gods- og kvægvogne til samme billetpris som ordinære rejsende. Vogterne fra ordenspolitiet bestilte tur/retur-billetter. Samtidig var jødeudryddelsen til alvorligt hinder for, at Tyskland kunne vinde krigen. Faglærte jøder forsvandt fra våbenindustrien, og fangetransporterne gik hårdt ud over helt nødvendige madforsendelser til fronterne og returtog med sårede soldater.
Ved skydning rejste morderne omkring for at finde ofrene. Ved gasning blev ofrene bragt til morderne. I Chełmno blev jøderne fra december 1941 kørt i lastbiler de 4 km fra landsbyen til skoven og kvalt med kulos undervejs. Bełżec åbnet i marts 1942 var mere avanceret: her blev ofrene kvalt i gaskamre, som motorer pumpede kulos ind i. I Treblinka blev fangerne kvalt af udstødningsgas fra dieselmotorer; ifølge Nizkor Project store 500 BHP-motorer fra erobrede sovjetiske T-34-kampvogne. De blev betjent af to frivillige og to jøder. I Sobibor blev kulosen ligeledes produceret af en dieselmotor uden for gaskamrene.
I det polske anklageskrift mod Hans Frank skrev dr. Cyprian, at de tre mest kendte lejre var Bełżec, Treblinka og Sobibor, hvor "jøderne blev dræbt i tusindvis med gas og dampkamre og med elektrisk strøm i stor skala". Konstruktionen af "dampkamrene" beskrives nøje; og tanken om, at der blev begået massedrab med strøm i Bełżec levede videre i polske og sovjetiske dokumenter.
Udryddelseslejrene Majdanek og Auschwitz-Birkenau var yderligere effektiviseret, da de benyttede gas fra Zyklon B, så man var uafhængig af motorer og mekanikere. I marts 1942 blev en stor gasbil sendt til Beograd og omkring 7.500 jøder gasset, mens de blev kørt gennem Serbiens hovedstad til en massegrav. Den tyske ambassadør var yderst forlegen, mens chefen for sikkerhedspolitiet pralede til Berlin med, at "Beograd var den eneste europæiske storby, der var fri for jøder."  Ifølge Aktion Reinhards hovedkvarter i Lublin havde de dræbt 1.274.166 jøder i 1942; og det var kun i de fire lejre Majdanek, Bełżec, Treblinka og Sobibor.

## Holocaust og dets særkende
Holocaust adskiller sig fra andre folkedrab på en række måder:

### Effektivitet og industriel udførelse
Udryddelsen af jøder var i Tyskland især kendetegnet ved effektivitet. Den blev minutiøst og skematisk tilrettelagt efter en industriel plan. Embedsmænd regnede ud, hvor mange der kunne være i hver togvogn, og hvor lang tid det ville tage at brænde et vist antal mennesker. De anslog, at gas var mest effektivt til henrettelse. Eksemplerne er mange og horrible.

### Omfang
Der er tale om en industriel udryddelse af mennesker, hvis lige aldrig er set. Næsten alle jøder, mange politiske modstandere, udviklingshæmmede, romaer og andre uønskede i Øst- og Mellemeuropa blev registreret, hentet, sendt af sted og gasset ihjel. Planlagt til mindste detalje.

### Sadisme og forsøg på mennesker
Små børn, gamle og syge blev henrettet som de første, fordi de ikke kunne arbejde i lejrene. Propagandaen om jøderne som en laverestående race og som "skadedyr" havde gjort sin virkning.
Bestilt af Luftwaffe blev der foretaget horrible eksperimenter med overlevelse i kulde og faldende tryk i Dachau; også Charles Lindbergh var prøvekanin. Den berygtede lejrlæge dr. Josef Mengele fra Auschwitz var blandt de ivrigste. En dansk vaccine mod plettyfus blev udprøvet i Buchenwald, hvor 26 fanger fik sprøjtet forsøgsvaccinen Kopenhagen ind i sædemusklen. Statens Serum Institut samarbejdede i det tilfælde med Luftwaffe-overlægen Gerhard Rose og Buchenwald-lejrens ansvarlige for menneskeforsøg, SS-lægen Erwin Ding. Den danske modelæge Carl Værnet eksperimenterede med indsprøjtninger på homoseksuelle fanger i Buchenwald; to af dem døde.

## Antal ofre for Holocaust
Nazisterne førte protokoller over de døde, men alligevel undgik flere registrering, især i krigens sidste dage, og det er svært at vide, hvor mange SS-Einsatzgruppen gjorde det af med ved tilfældige mord i Østeuropa.
Antallet af dræbte jøder i Europa ifølge Wolfgang Benz i Dimensionen des Völkermordes
- Albanien: 600
- Bulgarien: 11.000
- Danmark: 161
- Frankrig og Belgien: 32.000
- Grækenland: 60.000
- Italien: 7.600
- Jugoslavien: 55.-60.000
- Luxembourg: 1.200
- Nazi-Tyskland: 165.000
- Nederlandene: 102.000
- Norge: 735
- Polen: 2.700.000
- Rumænien: 211.000
- Sovjetunionen: 2.100.000 – 2.200.000
- Tjekkoslovakiet: 143.000
- Ungarn: 502.000
- Østrig: 65.000

Det danske tal er lavt. Dette skyldes redningen af de danske jøder i 1943, hvor mange undslap til Sverige. Danskerne fik at vide, hvornår besættelsesmagten ville arrestere jøderne. Derudover blev de fleste danske jøder ikke myrdet omgående, men brugt som gidsler overfor forhandlingspartnere i Norden. Derfor kunne flere hundrede jøder reddes med de hvide busser i april og maj 1945.

## Revision
Der findes stadig stor uenighed omkring Holocausts omfang og dets ofre. Der findes Holocaust benægtere, der mener det hele er en konspiration. Yehuda Bauer (Israelsk historiker f. 1926) mener, at der døde 6 millioner jøder under Holocaust og maksimalt 0,5 millioner ikke-jøder. Simon Wiesenthal (Østrig-ungarsk jøde f. 1908) anslog at der døde 11 millioner mennesker under Holocaust, hvoraf 5 millioner var ikke-jøder. Dette tal angav Wiesenthal på baggrund af udtalelser fra Adolf Eichmann, folketællinger i Europa og med hjælp fra indsamlingen af Nazi-dokumenter.
Washingtons Holocaust memorial Museum har efter 13 års efterforskning af historiske dokumenter angivet at mellem 15-20 millioner mennesker døde i Holocaust, hvor Sovjetiske ofre udgør 8,7 millioner, jødiske ofre 6 millioner, og polske ikke-jøder udgør 1,8 millioner.
Grunden til de store udsving i antallet af døde i hensyn til Holocaust skyldes uenighed om, hvilke tab af liv der bør omfattes af begrebet. Lige siden man brugte betegnelsen Holocaust har der været diskussion for, hvorvidt ordet kun skulle bruges til at betegne det nazistiske folkemord mod jøderne eller hvorvidt det dækkede for alle de folkemord nazisterne begik. Dengang ordet først blev anvendt, blev det alment brugt som betegnelsen for alle de systematiske folkemord nazisterne begik. I nyere tid er Holocaust i større grad blevet betegnelsen for folkemordet på jøderne begået af nazisterne.

## Retssager
- Belsen-processen i 1945 mod funktionærer fra lejrene Auschwitz og Bergen-Belsen.
- Belzec-processen omkring 1965 mod otte tidligere SS-mænd i Belzec.
- Chełmno-processen i Polen og Tyskland, mod lejrpersonalet. Domme blev afsagt med henved tyve års mellemrum.
- Dachau-processen, afholdt i lejren 1945–1948.
- Eutanasiprocessen vedrørende T4-udryddelsesprogrammet.
- Majdanek-processerne, de længstvarende af den nazistiske krigsforbryderretssager, gennem 30 år.
- Mauthausen-Gusen-processen.
- Nürnbergprocessen, 1945–1946.
- Ravensbrück-processen.
- Sobibor-processen, holdt i Hagen i 1965 mod lejrens SS-mænd.
- John Demjanjuk stod i 1986 tiltalt for at være fangevogteren "Ivan den Grusomme", men tiltalen blev frafaldt.

## Holocaust-benægtelse
En række "revisionistiske historikere" eller holocaust-benægtere (der ved adskillige domstole verden over er blevet kendt skyldige i historieforfalskning) benægter jødeudryddelserne under naziregimet.

## Historiske eftervirkninger
Holocaust har haft store indvirkninger på Europas historie efter anden verdenskrig. Holocaust bliver stadig set som et symbol på ondskab og nødvendigheden af menneskerettigheder.
27. januar er udnævnt til international mindedag for ofrene for Holocaust.
Staten Israel blev oprettet i 1948 i eftervirkningerne fra Holocaust, hvor store strømme af jødiske flygtninge satte kursen mod Israel.
Den danske filminstruktør Anne Gyrithe Bonne viste i dokumentarfilmen Skygger - når fortiden styrer nutiden, hvordan skyggerne fra holocaust stadig præger Israel. Filmen hævder, at det er holocaust, der ligger som en forhindring for freden med palæstinenserne i Israel.

### Udryddelseslejre
- Auschwitz-Birkenau
- Bełżec
- Chełmno
- Majdanek
- Sobibór
- Treblinka